# Atargatis (groupe)
Pour les articles homonymes, voir Atargatis.
Atargatis est un groupe de metal gothique et symphonique allemand, originaire de Ratisbonne, en Bavière. Le groupe, formé en 1997, est aussi ancré dans le death metal. Son nom est basé sur celui d'une déesse syrienne de la fertilité. Le groupe a travaillé avec un bon nombre de musiciens invités du même genre. L'activité du groupe est suspendue depuis 2010.

## Biographie
Le groupe est formé en 1997 à Ratisbonne, en Bavière,,. Après deux albums démos, le groupe connut quelques succès avec son troisième enregistrement, notamment la chanson Angel's Crying qui était le numéro un dans la compilation des chansons à télécharger sur www.mp3.de pendant presque deux ans. Grâce à ce succès, le groupe est connu pour un public plus large et signe ensuite un contrat avec Massacre Records et publie ensuite son premier album officiel, intitulé Wasteland, en 2006. Des musiciens de groupes tels que Darkseed, Leaves' Eyes, Atrocity. L'album, enregistré aux Helion Studios, est accueilli d'une manière mitigée, mais le groupe réussit à se créer une base de fans fidèles et une plus grande promotion du deuxième album Nova, sur lequel participent des musiciens de Crematory ou Empyrium, manifesta le statut du groupe dans son genre.
À la fin de 2007, le groupe est à la recherche d'un guitariste. En janvier 2008, ils annoncent tourner aux côtés de Crematory à leur tournée Pray over Europe Tour. En juin 2009, le groupe annonce un nouveau guitariste dans ses rangs, Artur Vladinovskij. En juillet 2010, ils annoncent leur recherche d'un batteur et guitariste qui pourrait s'occuper des parties chorales.

## Style musical
Le style musical du groupe est basé sur le chant mélodique de Stephanie Luzie et l'intégration de certains instruments classiques comme le violon et le chant plus agressif de Lord Lornhold et des guitares plus agressifs.

## Membres

### Derniers membres
- Jürgen « Shadrak » Bürsgens - batterie (depuis 1997)[3]
- Stephanie « Luzie » Meier - chant (depuis 1997)[3]

### Anciens membres
- Martin Buchmann - guitare[3]
- Michael « Lord Lornhold » E. - basse, chant (1997-2005, 2007-?)[3]
- Margit « Satyria » E. - clavier (1997-?)[3]
- Manu  - basse (2000-?)[3]
- Florian « Sagath » Ramsauer - guitare (2002-?)[3]
- Ernst « Azmo » Wurdack - guitare (2005-2007)[3]
- Tialupa - violon de session (2006), violon (2007-2010)[3]
- Maximilian « Maxi » Schulz - guitare (2008-2009)[3]
- Artur Vladinovskij - guitare (2009-2010)[3]